# Підсмереки
Підсмереки́ (до 1946 року - Підвіцень) —  село в Україні, в Львівському районі Львівської області. Населення становить 56 осіб. Орган місцевого самоврядування - Перемишлянська міська рада.